# Ефремов, Дмитрий Сергеевич
Дми́трий Серге́евич Ефре́мов (род. 12 октября 1979, Наро-Фоминск) — подмосковный телеоператор, бывший активист Евразийского союза молодёжи (ЕСМ).

## Биография
По окончании школы в 1996 году поступил в Московский Государственный Социальный Университет (ныне РГСУ) и работал в молодёжной редакции наро-фоминской телекомпании.
Участвовал в нескольких альтернативных музыкальных проектах.
С 1994 по 1997 год выступал организатором трёх фестивалей рок-музыки в Наро-Фоминске.
В 1998—2005 годах занимался строительным бизнесом.
В ноябре 2003 года участвовал в работе учредительного съезда Международного евразийского движения (МЕД).
В 2005—2007 — сотрудник пресс-службы МЕД.
В 2006—2007 — пресс-секретарь ЕСМ.
Участник нападения на Эдуарда Лимонова 20 июня 2006.
Летом 2006 года организовывает правозащитную кампанию в поддержку политзаключённого Александра Назарова.
В 2007 году — главный редактор интернет-телеканала «Евразия-ТВ».
В 2006 году — член Федеральной сетевой ставки ЕСМ.
В 2009 году — комиссар Федеральной сетевой ставки ЕСМ.